# گران‌توکای لاجوردی
گران‌توکای لاجوردی (نام علمی: Grandala coelicolor) نام یک گونه از تیره توکایان است.